# Ercole Durini di Monza
Ercole Durini di Monza (* 12. Juli 1876 in Gorla Minore; † 26. November 1968 in Mailand) war ein italienischer Diplomat und Senator.

## Leben
Ercole Durini di Monza war von 1918 bis 1919 Gesandtschaftssekretär erster Klasse in London. Von 1922 bis 1923 war er Gesandter in Teheran. 1923 war er italienischer Generalkonsul in München und gratulierte Gustav von Kahr zum Scheitern des Hitlerputschs. Von 1924 bis 1929 war er unter Botschafter Gaetano Caracciolo Gesandter in Budapest. 1930 war er Botschafter in Santiago de Chile. Von 29. Januar 1931 bis 25. August 1932 zu Beginn der zweiten spanischen Republik war er Gesandter in Madrid. 1933 wurde er zum Senator ernannt.